# Hamza Chtobri
Hamza Chtobri, né le 27 octobre 1989 à Sousse, est un footballeur tunisien évoluant au poste de milieu défensif.

## Biographie
Il dispute la Supercoupe de la CAF en 2014 avec le Club sportif sfaxien.

## Clubs
- 2010-2011 : Espoir sportif de Hammam Sousse ( Tunisie)
- 2011-2014 : Jeunesse sportive kairouanaise ( Tunisie)
- 2014-2015 : Club sportif sfaxien ( Tunisie)
- 2015-201.. : El Gawafel sportives de Gafsa ( Tunisie)

## Palmarès
- Finaliste de la Supercoupe de la CAF en 2014 avec le Club sportif sfaxien